# Eusarca interlinearia
Eusarca interlinearia är en fjärilsart som beskrevs av Achille Guenée 1857. Eusarca interlinearia ingår i släktet Eusarca och familjen mätare. Inga underarter finns listade i Catalogue of Life.